# Estero Arrayán
Estero Arrayán är ett vattendrag i Chile.   Det ligger i regionen Región de Los Lagos, i den södra delen av landet, 900 km söder om huvudstaden Santiago de Chile.
I omgivningarna runt Estero Arrayán växer i huvudsak städsegrön lövskog. Runt Estero Arrayán är det ganska tätbefolkat, med 108 invånare per kvadratkilometer.